# Исманторп
Исманторп (на шведски: Ismantorps fornborg) е кръгова фортификационна крепост, разположена в северната и централна част на шведския остров Йоланд в рамките на община Борихолм, лен Калмар. Крепостта „Исманторп“ е едно от деветнадесетте кръгови укрепления, чиито останки лежат на остров Йоланд. Счита се, че крепостта не е постоянно обитавана от създаването и през 3-ти и 4 век и е използвана в по-късни векове, до окончателното и напускане през 650 година . Исманторп е най-голямата  и може би най-старата от този вид крепости на острова .
Крепостната стена е с диаметър от 124 до 127 m, а височината и е 2,5 m . Стената е снабдена с девет входни порти . Във вътрешността на крепостта има запазени останки от 88 сгради и съоръжения . Около „Исманторп“ има и няколко допълнителни постройки. Необикновената архитектура буди много въпроси за евентуалната функция. Така например останките от кръгъл кладенец в средата на крепостта, предполагат наличието на тържище. Наличието на девет порти е слабост при евентуално нападение.
Археологическите разкопки на крепостта показват, че укреплението е използвано между 4-ти и 5 век.
Крепостта „Исманторп“ се споменава в писмени исторически източници от 1634 година . Описана е и от Карл Линей в неговия пътепис „Йоландско и готланско пътешествие“.